# Tinkim
Tinkim ist ein Dorf in der Stadtgemeinde Magaria in Niger.

## Geographie
Das von einem traditionellen Ortsvorsteher (chef traditionnel) geleitete Dorf befindet sich rund 13 Kilometer südöstlich des urbanen Zentrums der Gemeinde Magaria, die zum gleichnamigen Departement Magaria in der Region Zinder gehört. Beim etwa 5 Kilometer südöstlich von Tinkim gelegenen Dorf Dachi gibt es einen Grenzübergang zum Nachbarland Nigeria.
Tinkim ist Teil der Übergangszone zwischen Sahel und Sudan. Die durchschnittliche jährliche Niederschlagsmenge beträgt hier zwischen 400 und 500 mm.

## Bevölkerung
Bei der Volkszählung 2012 hatte Tinkim 2538 Einwohner, die in 364 Haushalten lebten. Bei der Volkszählung 2001 betrug die Einwohnerzahl 1213 in 190 Haushalten und bei der Volkszählung 1988 belief sich die Einwohnerzahl auf 858 in 155 Haushalten.
Die Bevölkerungsdichte in diesem Gebiet ist mit über 100 Einwohnern je Quadratkilometer hoch.

## Wirtschaft und Infrastruktur
Das Gebiet der Ebenen im Süden der Region Zinder, in dem Tinkim liegt, ist von einer anhaltenden Degradation der ackerbaulichen Flächen gekennzeichnet, die mit der hohen Bevölkerungsdichte in Zusammenhang steht. Es gibt eine Schule im Dorf. Die Niederschlagsmessstation in Tinkim wurde 1981 in Betrieb genommen. Die 980,9 Kilometer lange Nationalstraße 11 zwischen Nigeria und Algerien verläuft durch Tinkim. Im Ort zweigt die 78,1 Kilometer lange Nationalstraße 13 ab, die ebenfalls bis zur Staatsgrenze mit Nigeria führt.